# Бурков, Игорь Игоревич
И́горь И́горевич Бурко́в (род. 15 августа 1963, Свердловск, СССР) — советский и российский футболист, нападающий.

## Карьера

### Клубная
Воспитанник ДЮСШ «Уралмаш», за который выступал в 1980—1983 годах.
В 1984 году играл в петропавловском «Авангарде», после чего перешёл в ульяновскую «Волгу», за которую выступал в общей сложности на протяжении шести сезонов. В 1987 году был заигран за «Сокол». В 1991 году подписал контракт с владивостокским «Лучом», в составе которого в 1992 году стал победителем Первой лиги, добившись права участвовать в следующем сезоне в Высшей лиге. Однако, по окончании сезона покинул клуб и перешёл в димитровградскую «Ладу».
В дальнейшем выступал за ишеевский «Текстильщик», тверскую «Волгу», пензенский «Зенит» и великолукскую «Энергию», где завершил карьеру в 2000 году.

### Тренерская
В 1989 году окончил Пензенский Государственный педагогический институт им. Белинского по специальности физическая культура с присвоением квалификации учитель физической культуры. Работает тренером-преподавателем Высшей категории ульяновской ДЮСШ «Старт».

## Достижения
- Победитель Первой лиги: 1992
- Серебряный призёр Второй лиги: 1987
- Серебряный призёр Третьей лиги: 1996

## Личная жизнь
Сын Игоря Александровича Буркова, советского и российского легкоатлета, бегуна на длинные дистанции.